# Harris Eisenstadt

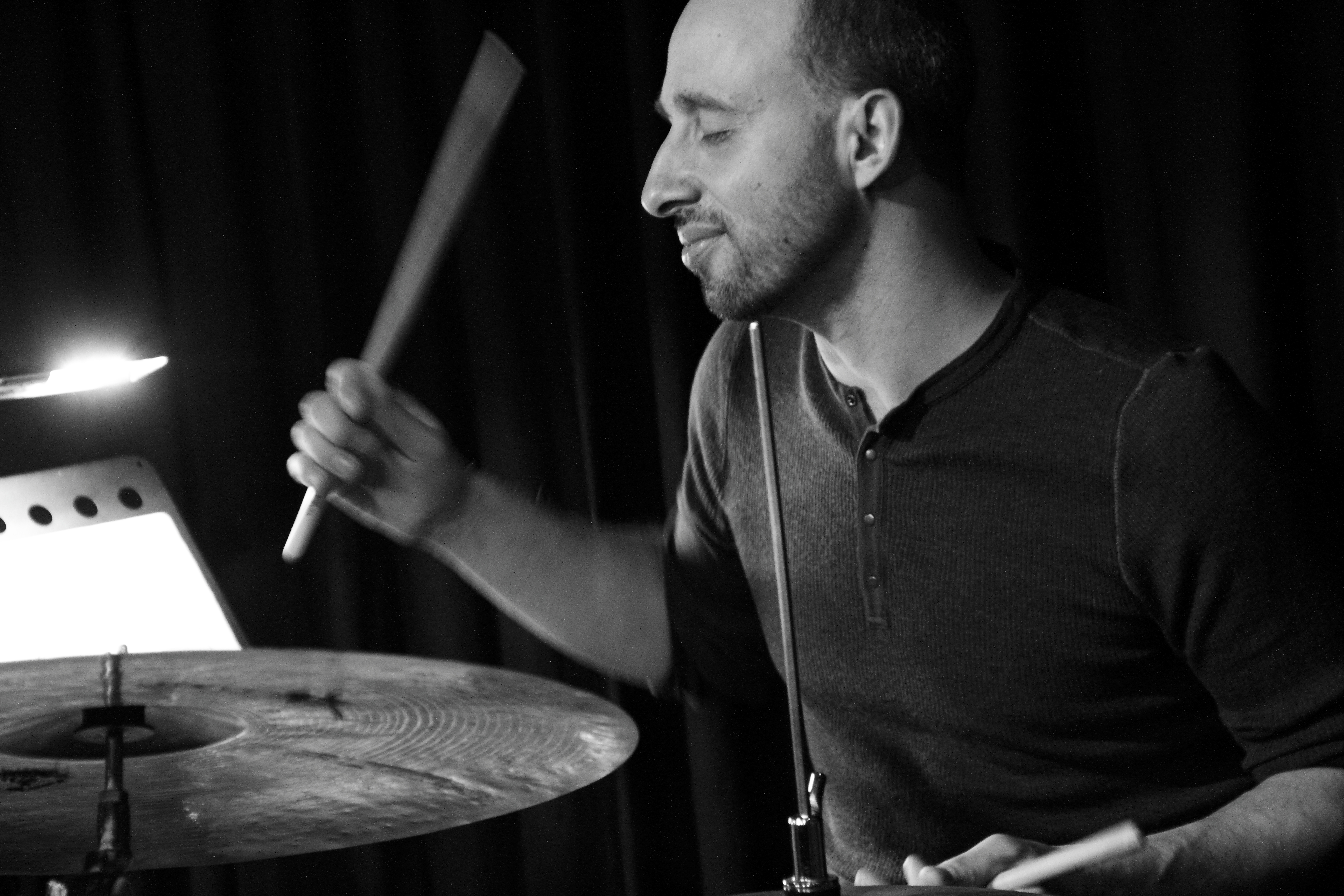
Harris Eisenstadt, 2014

Harris Eisenstadt (Toronto, 1975) is een Canadese jazzdrummer, percussionist, componist en bandleider.

## Biografie
Eisenstadt studeerde literatuur en muziek aan Colby College (Bachelor, 1998) en Afro-Amerikaanse geïmproviseerde muziek aan het California Institute of the Arts (Master). Hij studeerde drums bij Barry Altschul, Gerry Hemingway, Joe LaBarbera en Joe Porcaro, Afrikaanse muziek bij Beatrice Ladzekpo, Jalamang Camara, Mamady Danfa en Malick Faye, harmonieleer bij Paul Caputo en compositie bij Wadada Leo Smith.
Met de saxofonist en componist Jason Mears richtte Eisenstadt het Ahimsa Orchestra en de groep KOLA op. Met het Ahimsa Orchestra speelde hij in 2003 in Brooklyn de eerste opvoering van zijn drieidelige suite Non-Violence en in 2004 de Variations for Creative Orchestra. Voor de groep KOLA schreef hij Kola 1 en Kola 2, die in 2004 voor het eerst werden uitgevoerd.
Eisenstadt leidt nog twee andere ensembles: canada day (met Matt Bauder, Nate Wooley, Chris Dingman en Eivind Opsvik) en Guewel (met Taylor Ho Bynum, Nate Wooley, Mark Taylor en Josh Sinton). Verder heeft hij een duo met de improviserende fagottiste Sara Schoenbeck, waarmee hij is getrouwd, Tevens speelt hij in trio's: een trio met Achim Kaufmann en Mark Dresser en een trio met Jeb Bishop en Jason Roebke. Hij is verder lid van een kwartet met Taylor Ho Bynum, Alexander Hawkins en Dominic Lash.
Met Wadada Leo Smith werkte hij mee aan de film The Wedding Crashers (2005). Ook was hij betrokken bij dansprojecten, van de Urban Bushwomen in New York, de Butoh-danser Oguri en de CalArts Dance department. Hij speelde in het ensemble van de Macbeth-uitvoering van Stephen Dillane (2004-06) en was musicus bij de opera Wet at REDCAT van Anne LeBaron (2005).
Eisenstadt kreeg verschillende beurzen (een Durfee Foundation Grant, twee keer een American Composers Forum Subito Grant en een Meet the Composer Global Connections Grant) en was in 2006 Composer in Residence bij het Sonic Courage Festival van SOCAN. Hij heeft workshops gegeven aan Arizona State University, Mills College, het College of Santa Fe en de University of California, San Diego. Verder gaf hij workshops tijdens het jazzprogramma Rhythm Is Our Business in het Lincoln Center en bij het Henry Mancini Institute in Los Angeles.
Hij heeft als 'sideman' meegespeeld op tientallen albums, ook heeft hij albums als bandleider gemaakt,

## Discografie (selectie)
- Last Minute of Play in this Period met Wadada Leo Smith en Vinny Golia, 2000
- Fight or Flight met Ellen Burr, Brad Dutz, Bruce Fowler, David Philipson, 2002
- Jalolu met Paul Smoker, Roy Campbell, Taylor Ho Bynum, Andy Laster, 2004
- Vista met Sam Rivers en Adam Rudolph, 2004
- Ahimsa Orchestra met Steve Adams, David Brandt, Kyle Bruckmann, Ellen Burr, Jessica Catron, Alex Cline, Dan Clucas, George Cremaschi, Vinny Golia, Phillip Greenlief, Bill Horvitz, George McMullen, Sara Schoenbeck, Kris Tiner, Toyoji Tomita, Brian Walsh, Omid Zoufonoun, 2005
- The Soul and Gone met Jason Adasiewicz,  Jeb Bishop, Jason Mears, Jason Roebke, 2005
- The All Seeing Eye + Octets met Chris Dingman, Daniel Rosenboom, Aaron Smith, Andrew Pask, Brian Walsh, Sara Schoenbeck, Scott Walton, Marc Lowenstein, 2006
- Canada Day II (Songlines, 2011) met Chris Dingman, Matt Bauder, Nate Wooley, Garth Stevenson
- The Destructive Element (Clean Feed Records, 2016) met Ellery Eskelin, Angelica Sanchez
- The Convergence Quartet: Owl Jacket (NoBusiness, 2015), met Taylor Ho Bynum, Alexander Hawkins en Dominic Lash

## Composities (selectie)
- Non-Violence, 2003
- Kola 1, 2004
- Kola 2, 2004
- Variations for Creative Orchestra, 2004
- Relief, 2005
- What We Were Told, 2006
- Without Roots für Kammerorchester, 2006
- Canada Day III, 2012

## Weblinks
- Website van Harris Eisenstadt
- Harris Eisenstadt in database IMDb
- Discografie op Discogs

- Bibliothèque nationale de France: cb16537512j (data)
- Gemeinsame Normdatei: 1041611544
- International Standard Name Identifier: 0000 0003 7654 5069
- Library of Congress Control Number: no2006136180
- MusicBrainz: f1806a4b-297d-43e0-93f5-ef36a4d7e08e
- Virtual International Authority File: 106748811